# Komáromi Kacz Endre
Komáromi Kacz Endre (Komárom, 1880. június 9. – Veszprém, 1969. augusztus 24.) festőművész, amatőrcsillagász.

## Életpályája
Szülei Kacz Lajos (1844–1921) városi tanácsos, helyettes polgármester és Kiss Jozefa (1855–1933) voltak. Testvére Dávidházy Jánosné Kacz Ilona volt. Felesége Kiss Sarolta (1883–1954) festőművész, lányuk Rózsika volt.
Művészeti tanulmányait Budapesten kezdte, majd Münchenben és Nagybányán folytatta. Mesterei voltak többek között Balló Ede és Hollósy Simon. 1903–1907 között a Benczúr mesteriskolában tanult. Hosszabb tanulmányutat tett állami ösztöndíjjal Hollandiában és Belgiumban. Budapesten dolgozott, élete utolsó éveiben pedig Balatonalmádiban festette a balatoni tájakat. Számos asztrológiai cikke, közleménye jelent meg bel- és külföldi szaklapokban. Ő maga is zenélt, sok esetben a zene volt képeinek közvetlen ihletője.
Az 1910-es évektől a Műcsarnok és a Nemzeti Szalon állandó kiállítói közé tartozott, számos díjat nyert. Kiállítása volt 1918-ban a Nemzeti Szalonban, 1924-ben a Műcsarnokban. Több műve található a Magyar Nemzeti Galéria és Duna Menti Múzeum gyűjteményében.

### Amatőrcsillagász tevékenysége[5]
Gyerekkora óta érdeklődött a csillagászat iránt. Felnőtt korában a német Heyde optikai gyárból szerzett be egy 122 mm apertúrájú lencsés távcsövet, amivel kiváló minőségű megfigyeléseket, rajzokat készített a Holdról és a bolygókról, de minden érdekelte, ami a csillagos égen történik. Így lett független magyar felfedezője a Sas csillagképben 1918-ban kifényesedett nóvának: június 8-tól 24-ig észlelte vizuálisan, okulárspektroszkóppal a színképét is tanulmányozta.
Tagja volt a Műkedvelő Csillagászok Társaságának, a Stella Csillagászati Egyesületnek, majd a II. világháború után Kulin György által alapított Magyar Csillagászati Egyesületnek is. A Nemzetközi Asztronómiai Társaság (Astronomische Gesellschaft) 1930-ban Budapesten tartott kongresszusán Posztóczky Károly mellett őt is tagjai sorába választotta.

## Művei

### Írásai
- 1926 Kisebb távcsövekkel megfigyelhető égitestek. Stella I/1-2 Archiválva 2016. június 2-i dátummal a Wayback Machine-ben

### Festményei

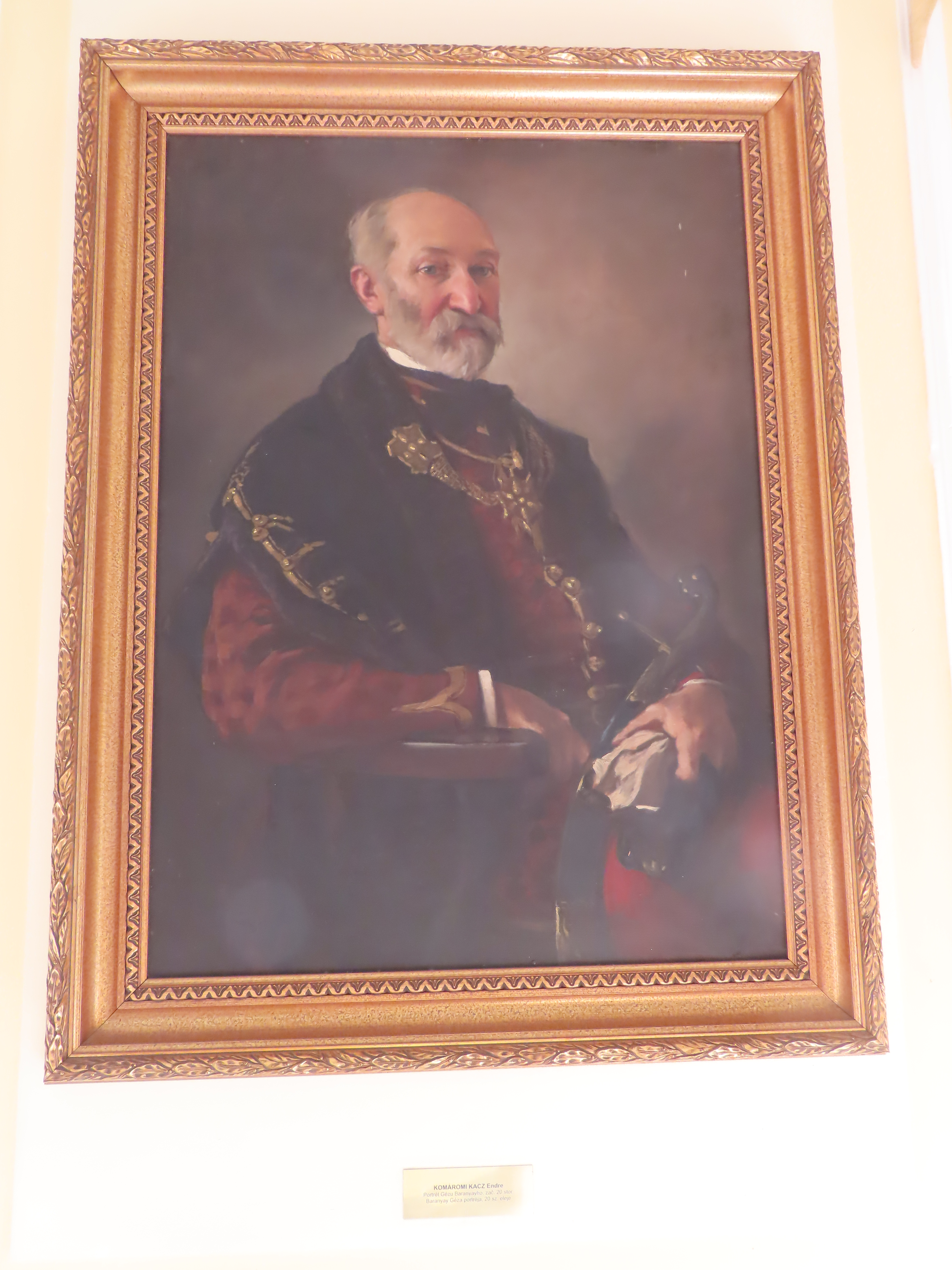
Baranyay Géza 1904
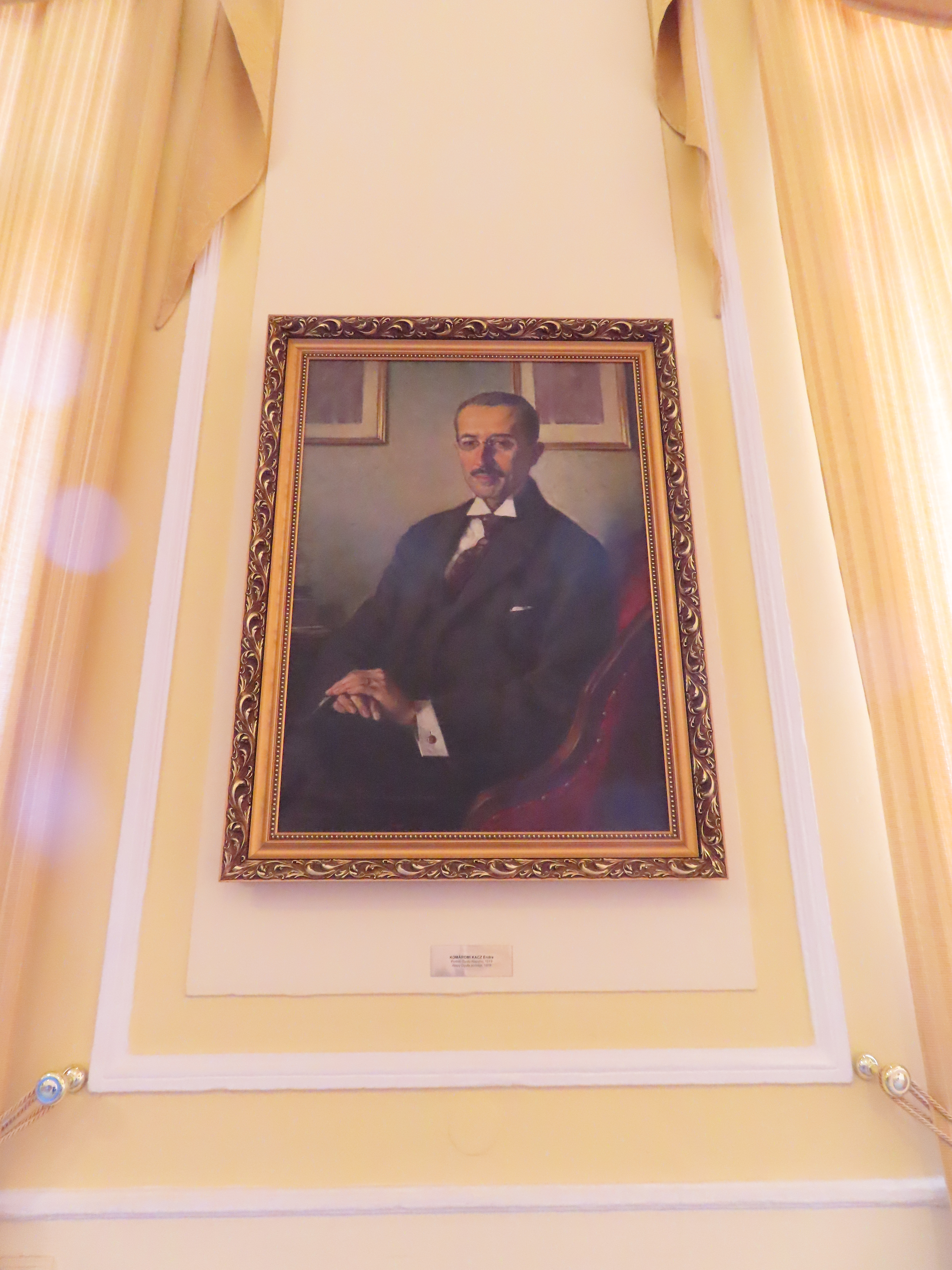
Alapy Gyula 1919

- Bűnbánó Magdolna
- Enteriőr
- Eötvös portréja
- Feleségem portréja (Fekete kalapos nő) 1900 körül
- Fried Jenő a Komáromi Kereskedők Testületének elnöke (1929)[6]
- Ghyczy Dénes
- Hollandia
- Kossuth Lajos[7]
- Matató kislány
- Merengés
- „Mondschein" (Beethoven) a kismartoni Esterházy gyűjteményben[8]

## Emlékezete
- Komáromban utcát neveztek el róla

## Külső hivatkozások
- TIT Konkoly Thege Miklós Csillagászati Tagszervezet
- Almádi wiki
- Veszprém Megyei Életrajzi Lexikon
- Galéria Savaria
- Kieselbach